# NGC 6678
NGC 6678 في الفهرس العام الجديد، هي مجرة، تقع في كوكبة . اكتشفت بواسطة لويس سويفت.

## روابط خارجية
- NGC 6678 على موقع ويكي سكاي: DSS2, SDSS, GALEX, IRAS, Hydrogen α, X-Ray, Astrophoto, Sky Map, Articles and images